# Spirobranchus giganteus
El gusano árbol de Navidad (Spirobranchus giganteus) es un gusano tubícola de la familia Serpulidae.
Se introduce en corales vivos, normalmente del género Porites, dejando fuera dos coronas espirales de diverso e intenso colorido. También horada corales muertos, conchas o madera. Su nombre común coincide en su significado en casi todas las lenguas y se debe a su forma y colorido.

## Morfología
La corona tentacular está formada por estructuras llamadas "radiolas", poseyendo en algunos casos otra radiola modificada llamada "opérculo", que son sus abanicos branquiales. Esa parte visible se denomina prostomio y cumple tanto la función respiratoria como alimentaria, ya que está recubierto de una sustancia pegajosa donde se adhiere el alimento. Ante cualquier amenaza, como una variación de presión o de luminosidad, se cierran y ocultan, tras lo cual tardan unos minutos en reabrirse.
Pueden medir desde pocos milímetros hasta unos 10 cm de longitud. Los tubos son mucho más largos que sus habitantes. Estos se forman con carbonato de calcio del agua precipitado sobre una matriz de mucopolisacáridos, secretados por glándulas cercanas a la boca del animal. 
Como todos los anélidos, cuenta con un sistema digestivo y un bien desarrollado sistema circulatorio. Para ser un animal tan pequeño, pueden vivir más de 40 años.

## Hábitat
Habita los arrecifes tanto en aguas superficiales, como a cientos de metros de profundidad. Normalmente viven incrustados en corales vivos de los géneros Porites y Millepora. Se les encuentra en aguas tropicales y circuntropicales de todos los mares: océano Pacífico, mar Rojo, Mediterráneo, mar Caribe y resto del  océano Atlántico.

## Alimentación
Realizan una alimentación pasiva, esto es exponiendo sus abanicos branquiales a la corriente para atrapar partículas orgánicas en suspensión y plancton.

## Reproducción
Expulsa los óvulos y el esperma al agua para su fertilización. Tras su generación, las larvas deambulan por el agua hasta localizar un emplazamiento para asentarse y desarrollarse en gusanos tubícolas.

## Galería

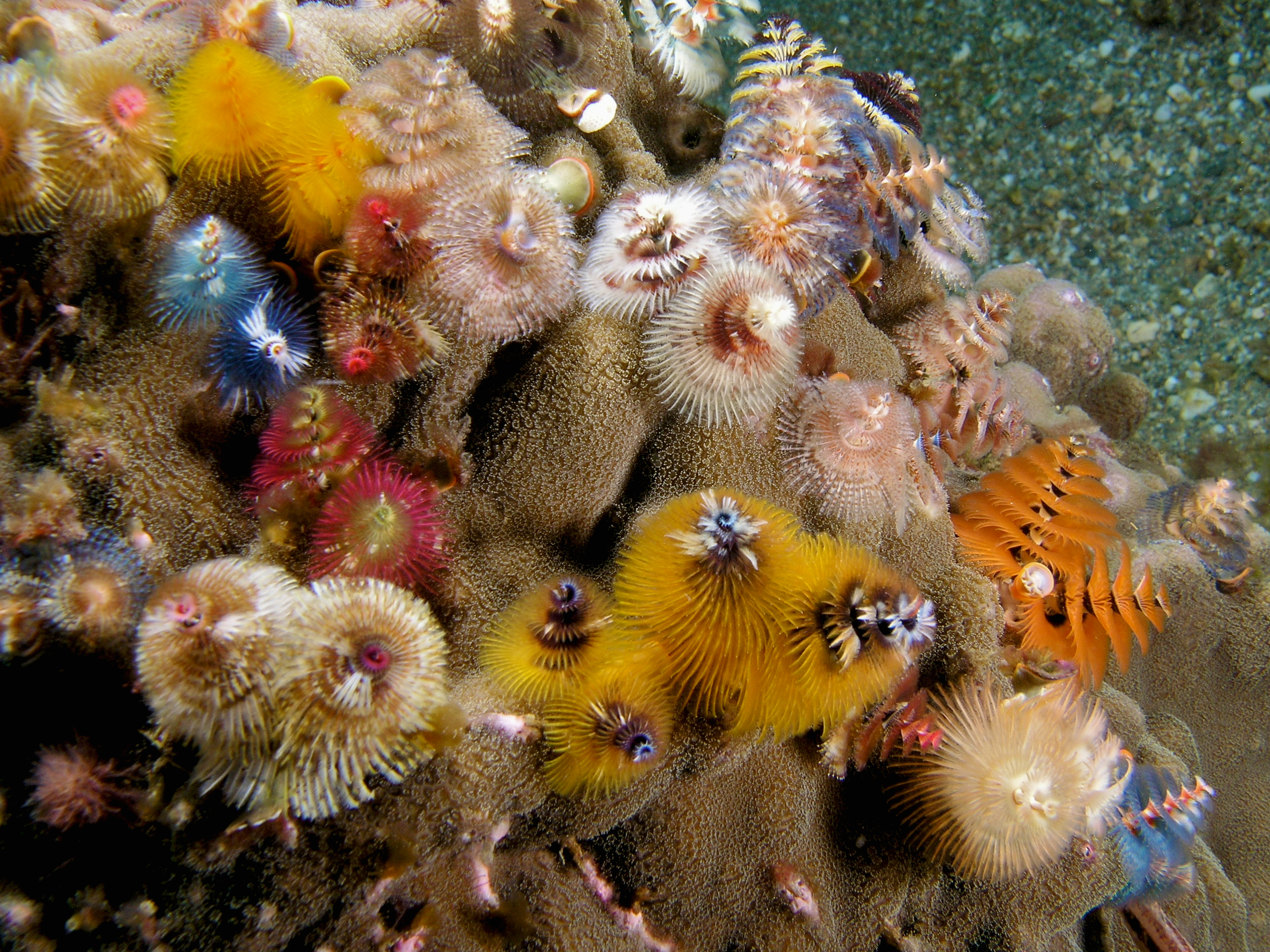
Conjunto de S. giganteus en coral Porites.
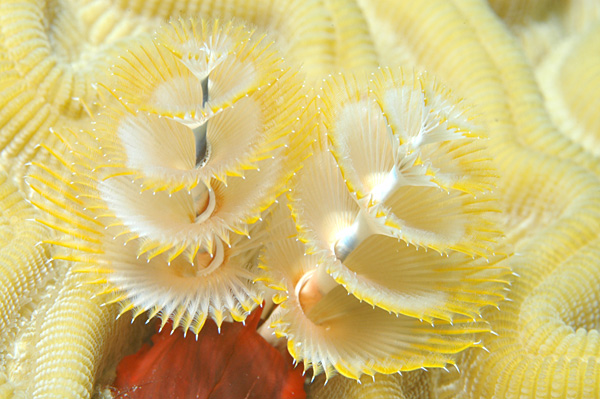
S. giganteus en Bonaire.
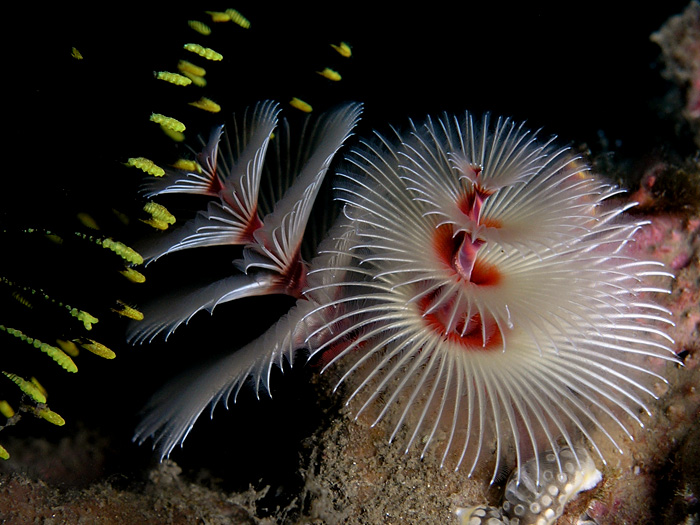
S. giganteus en Timor Este.
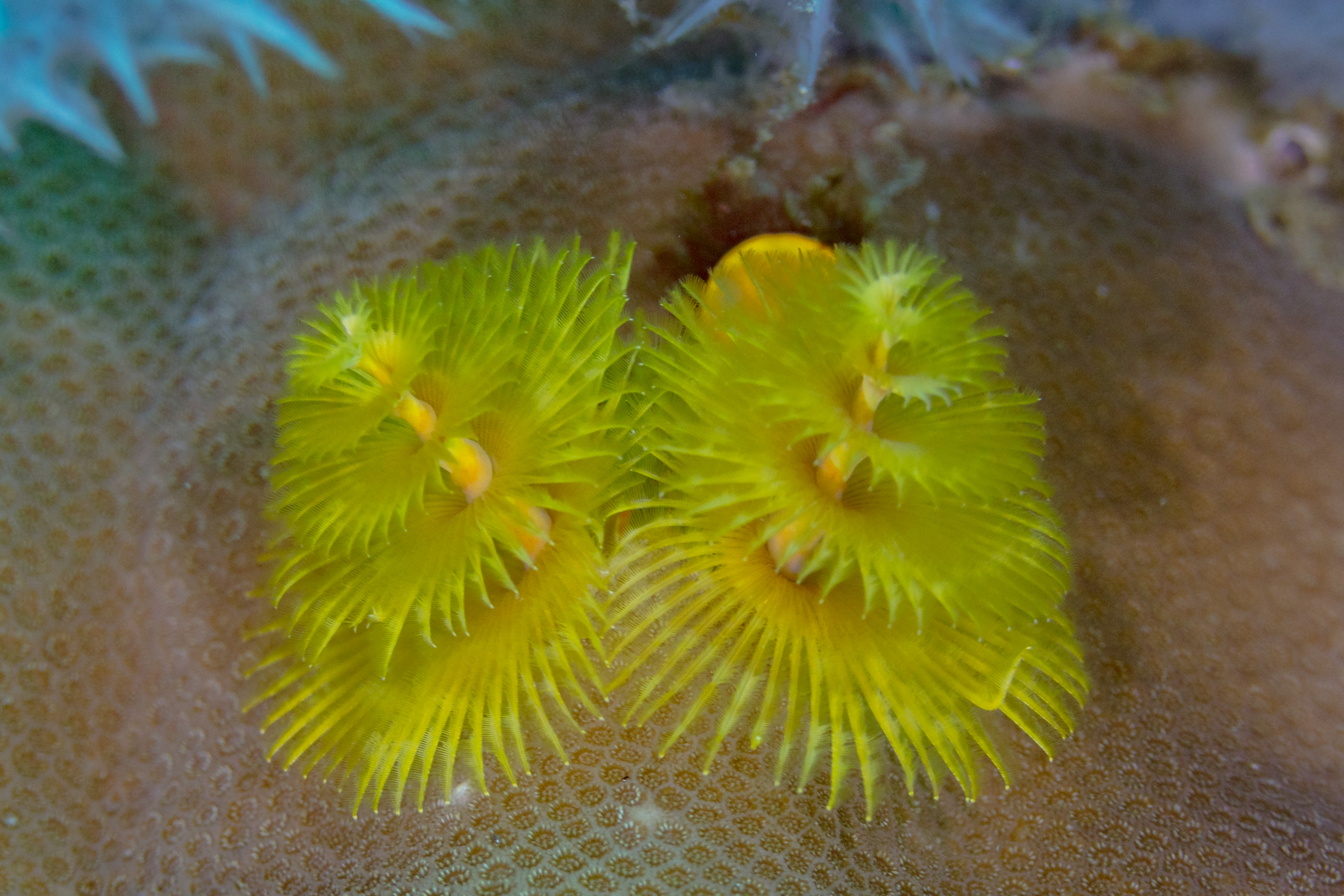
Ejemplar en Filipinas.
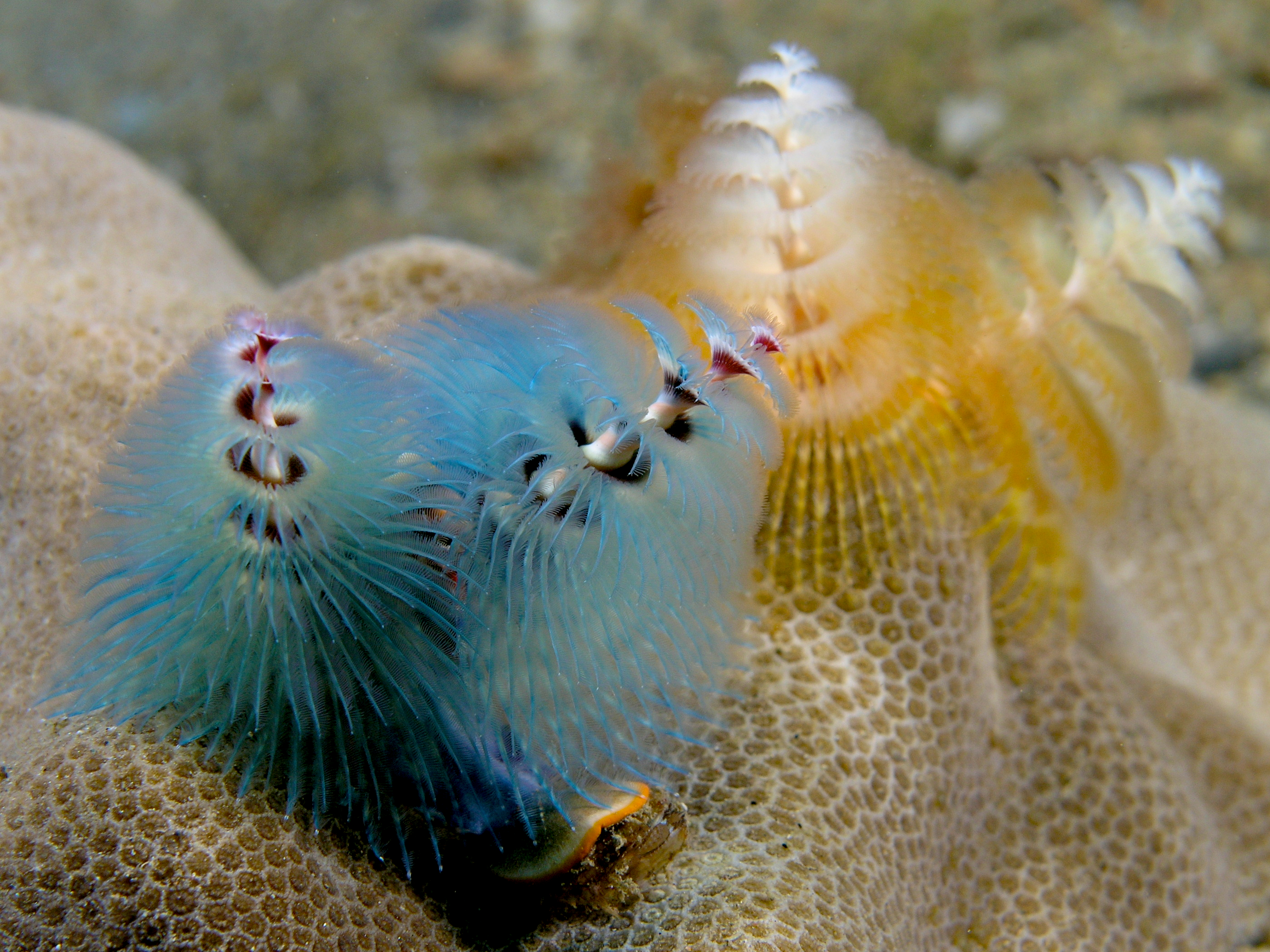
S. giganteus en coral Porites.
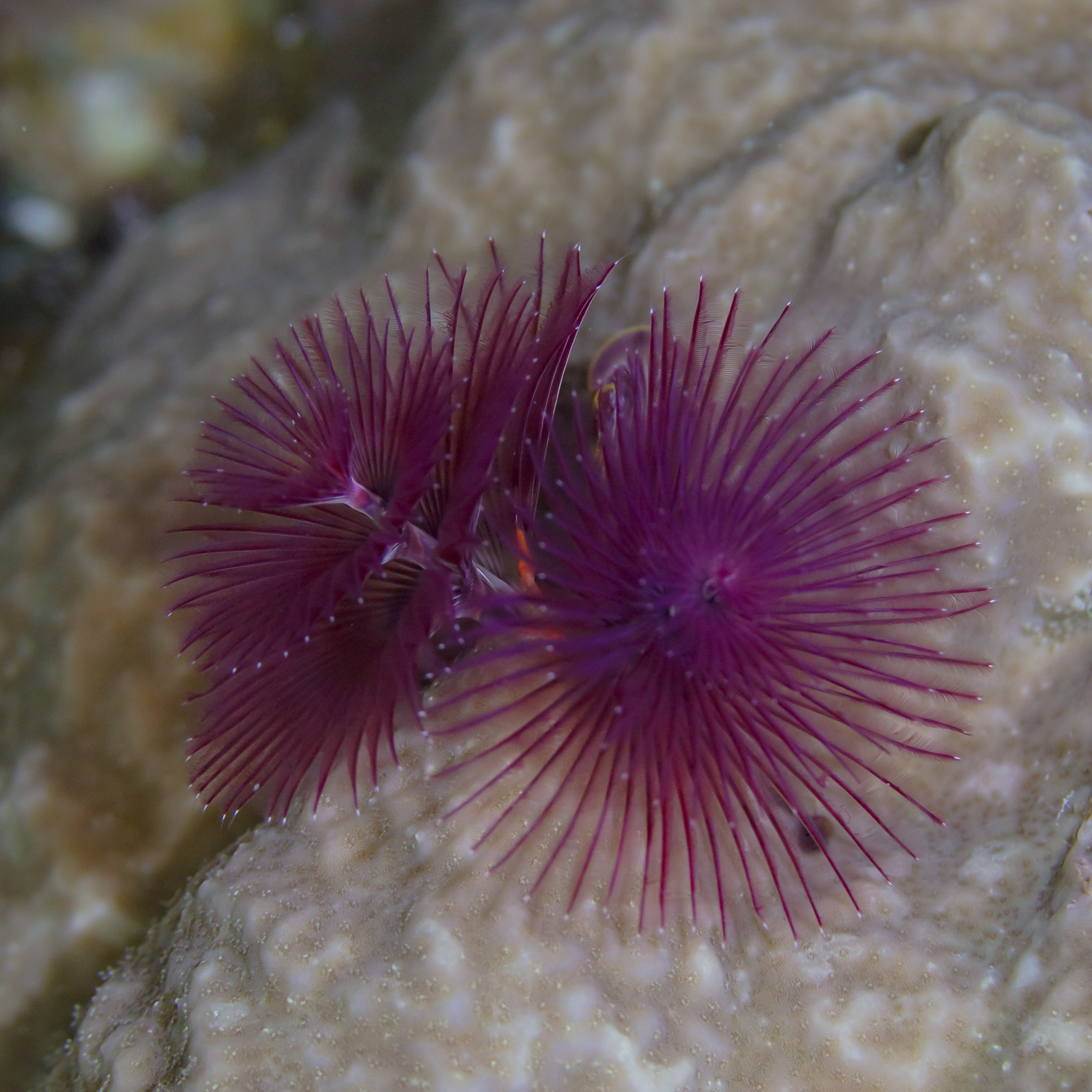
Ejemplar violeta del mar Rojo.
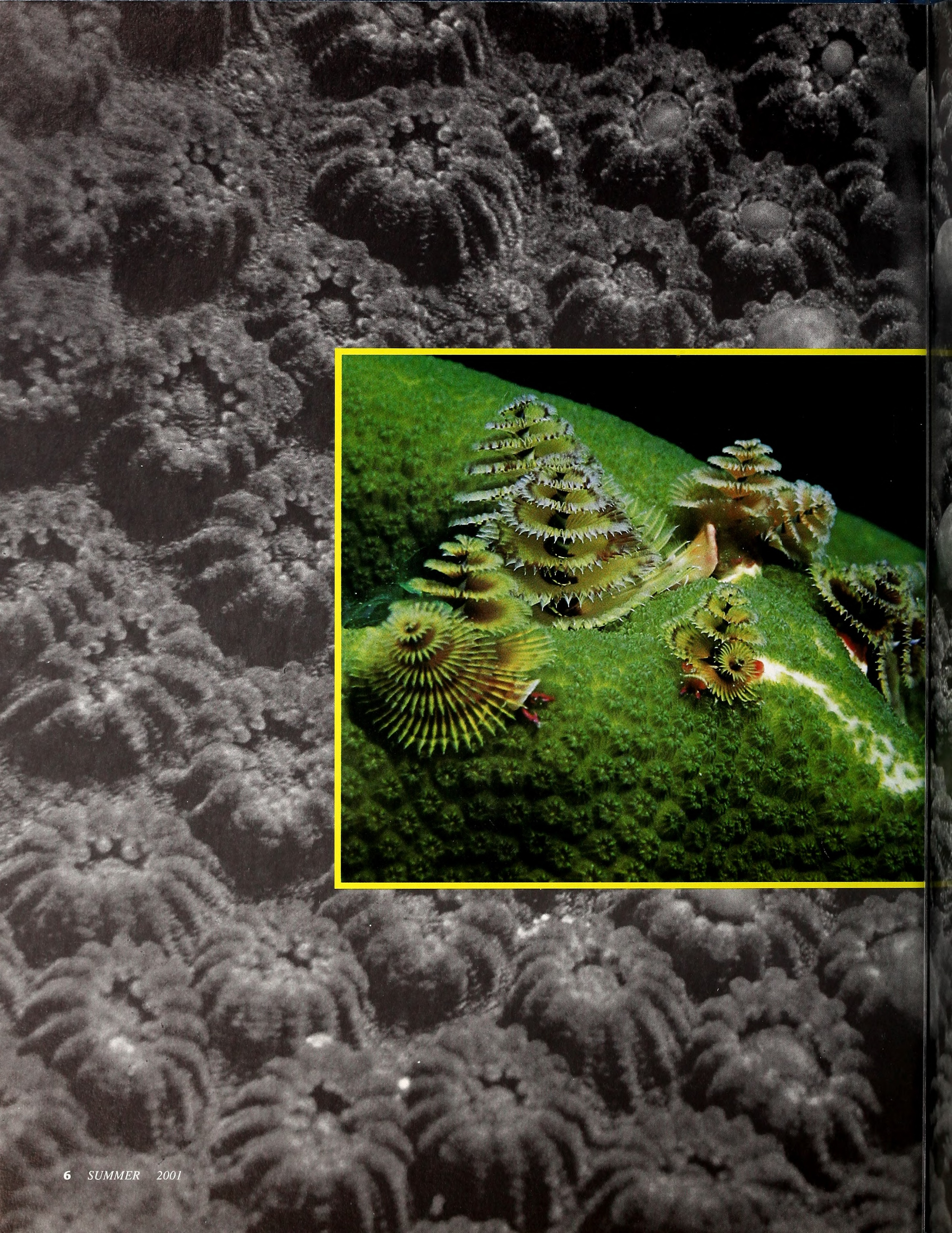
S. giganteus en Montastraea cavernosa.